# Caritatis
Caritatis è un'enciclica di papa Leone XIII, datata 19 marzo 1894, scritta all'Episcopato polacco circa la situazione della Chiesa in Polonia.